# Свобода (Цівільський район)
Свобо́да (рос. Свобода, чув. Свобода) — виселок у складі Цівільського району Чувашії, Росія. Входить до складу Малоянгорчинського сільського поселення.
Населення — 6 осіб (2010; 7 у 2002).
Національний склад:
- чуваші — 100 %